# Josef Sejpka
Josef Sejpka (23. listopadu 1885 Sušice–10. července 1952 v Praze) byl český výtvarník, malíř a grafik. Působil též jako profesor ornamentálního kreslení.

## Dílo

### Poštovní známky
Sejpka byl autorem grafiky několika poštovních známek. Za doby protektorátu navrhl známky k výročí Dvořáka i Smetany, ale také známky s portrétem Hitlera.
V roce 1945 vyšly jím navržené známky ku příležitosti světového sjezdu studentstva a k výročí Jana Koziny. Tyto známky vyryl Jaroslav Goldschmied, proto není jejich zobrazení doposud možné.

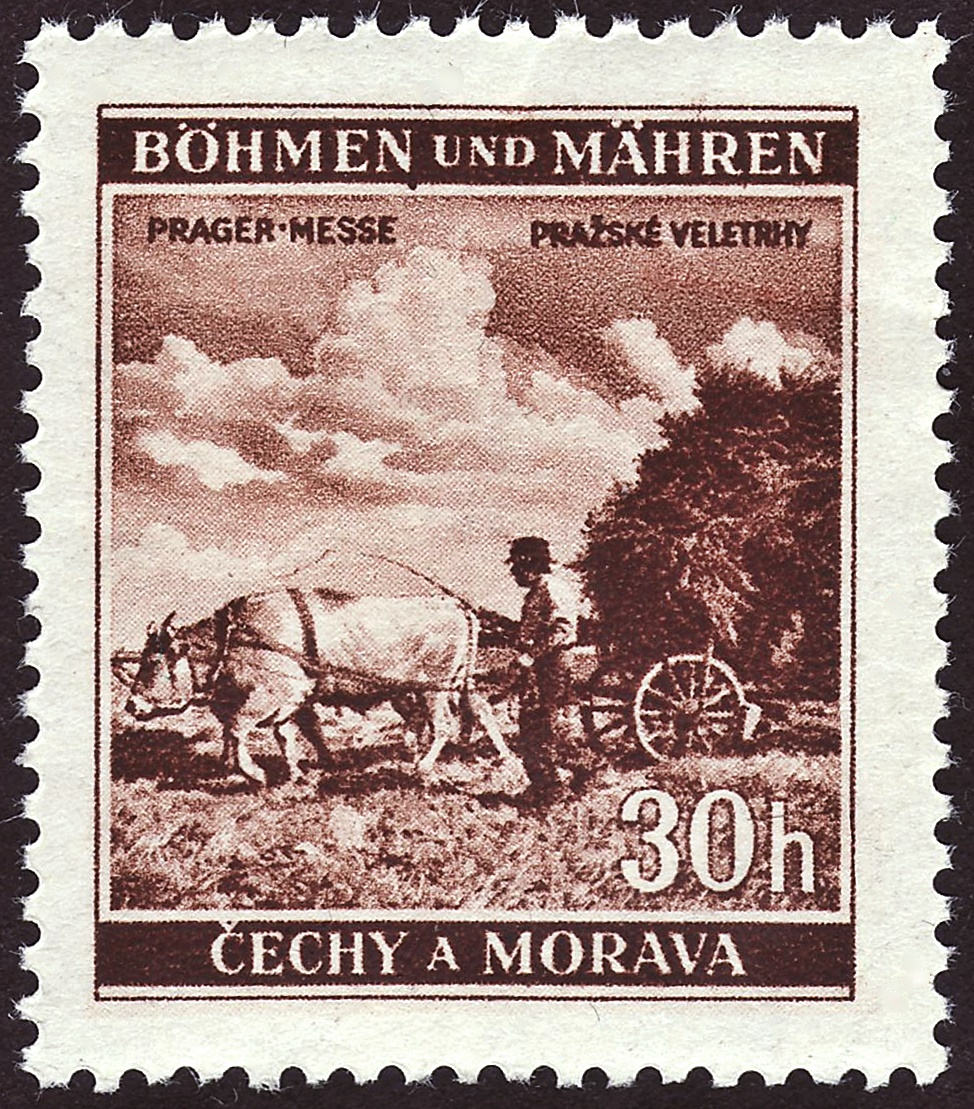
Pražské veletrhy
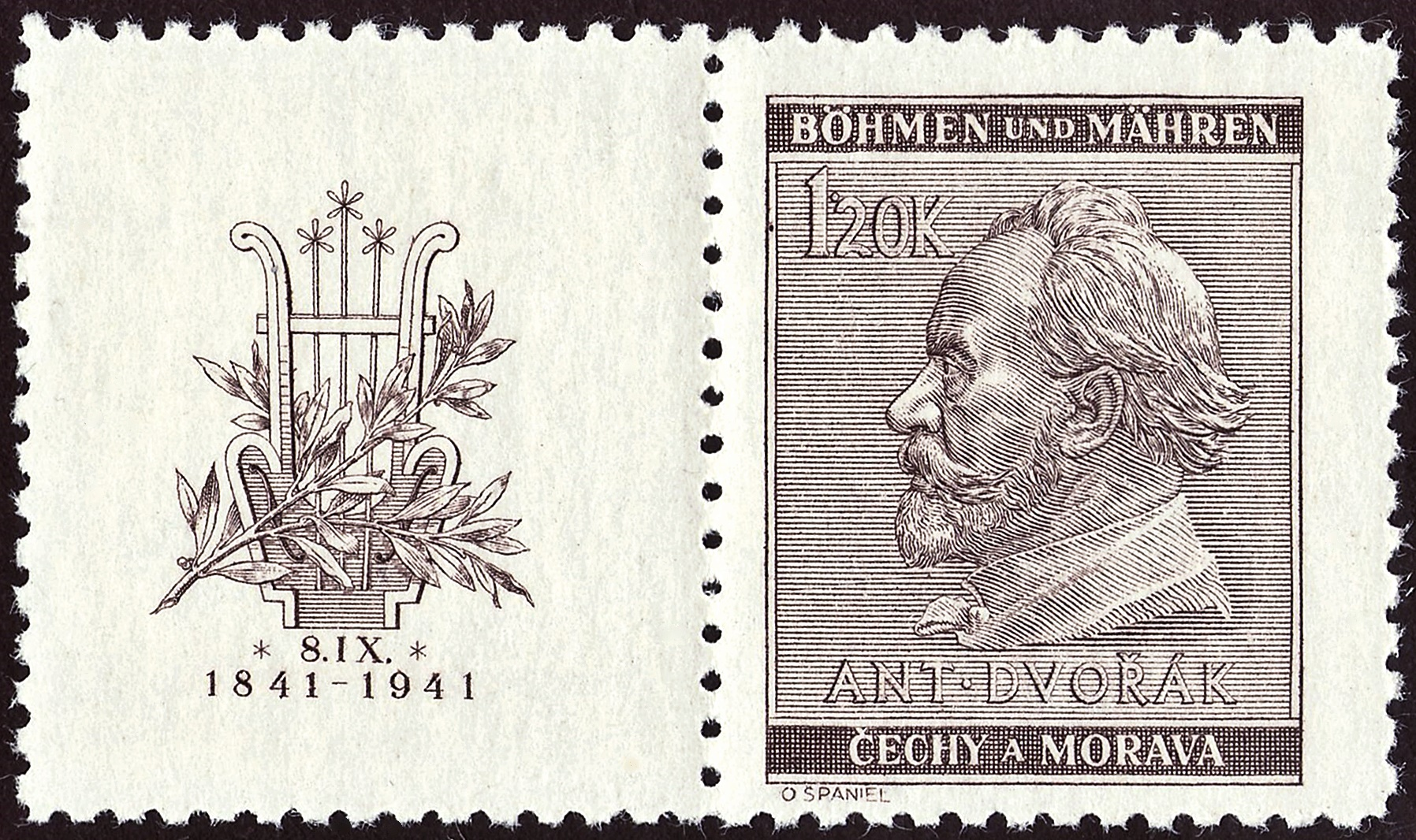
Antonín Dvořák
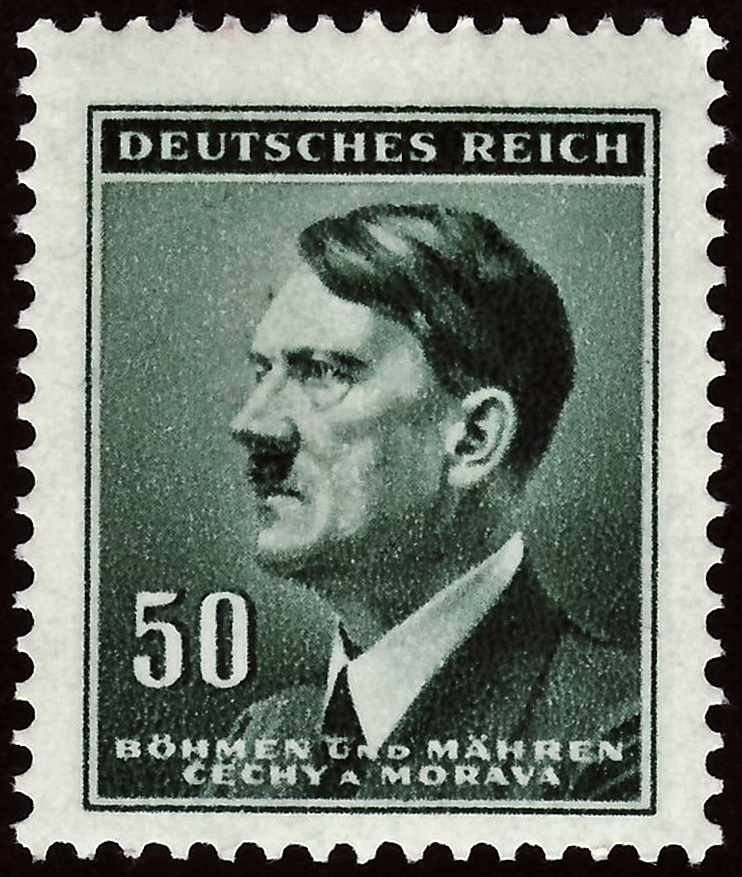
Adolf Hitler
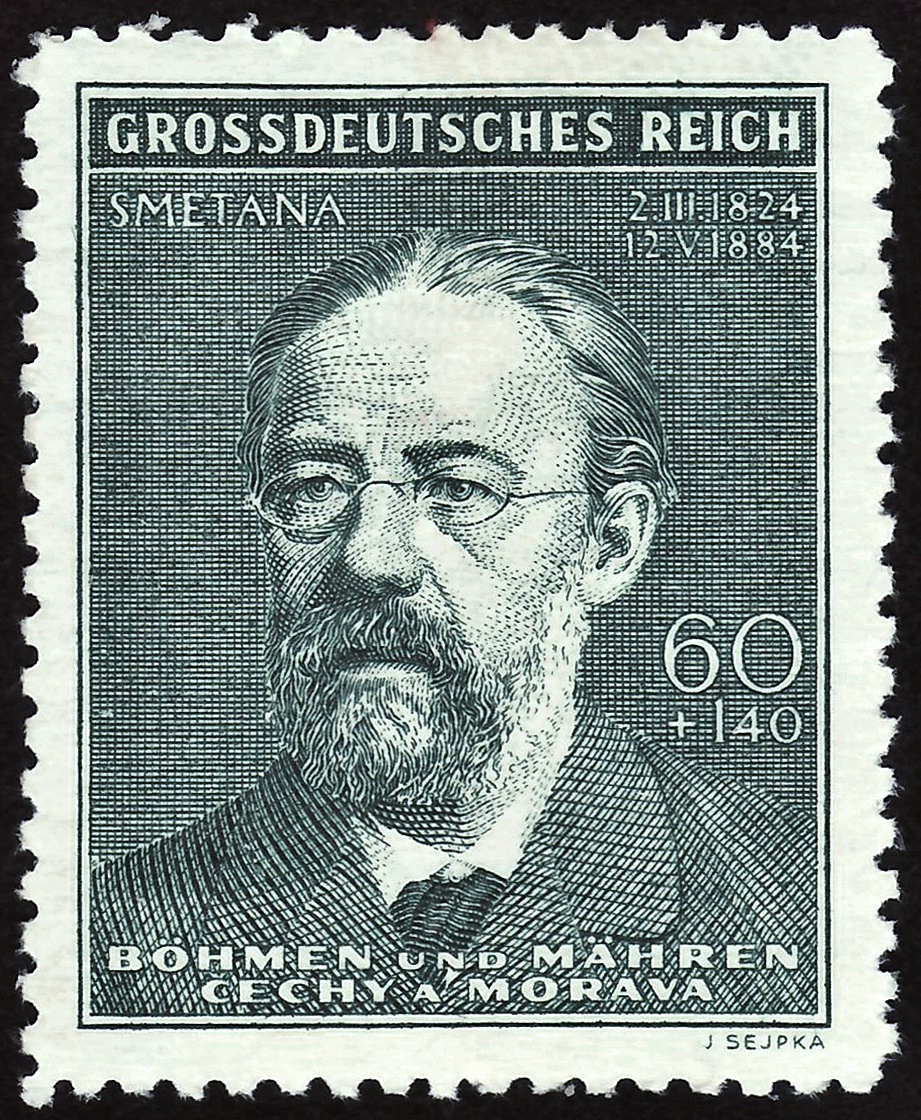
Bedřich Smetana